# Laiphognathus longispinis
Laiphognathus longispinis är en fiskart som beskrevs av Murase 2007. Laiphognathus longispinis ingår i släktet Laiphognathus och familjen Blenniidae. Inga underarter finns listade i Catalogue of Life.